# TNA King of the Mountain Championship
O Campeonato King of the Mountain da TNA  (original: TNA King of the Mountain Championship) foi um campeonato de luta livre profissional com direitos pertencentes à organização estadunidense Total Nonstop Action Wrestling (TNA), sendo considerado um título de valor menor em relação ao Campeonato Mundial dos Pesos-Pesados da TNA, e por isso, disputado por lutadores de menos importância na empresa.
O cinturão foi apresentado em 23 outubro de 2008 durante o programa de televisão semanal da TNA, naquela altura chamado de Impact!, com o nome de "Campeonato das Lendas da TNA". Em outubro de 2009, teve seu nome alterado para "Campeonato Global da TNA", e em julho de 2010 foi renomeado para "Campeonato Televisivo da TNA", permanecendo assim até 3 de julho de 2014, quando foi declarado desativado pelo diretor executivo da TNA, Kurt Angle. Todavia, o título foi reativado em 28 de junho de 2015 com o nome de "Campeonato King of the Mountain". Em 13 de agosto de 2016 o título foi aposentado novamente em favor da criação do Impact Grand Championship. 
Os campeões King of the Mountain da TNA eram determinados com a realização de combates de luta profissional, onde os vencedores de cada combate eram pré-determinados por um roteiro. Um total de 19 lutadores, distribuídos em 25 reinados distintos, conquistaram o Campeonato King of the Mountain. O primeiro campeão foi Booker T e o último foi Lashley.

## História
O Campeonato Televisivo da TNA foi apresentado durante uma história que opôs os jovens talentos da TNA contra os veteranos do wrestling profissional. Nas semanas que antecederam a inauguração do campeonato em si, Booker T carregava consigo uma maleta de aço. Em 23 de outubro de 2008, durante o episódio do programa semanal da TNA, naquela altura chamado de Impact!, Booker T revelou o cinturão contido dentro da maleta, anunciando-o como "Campeonato das Lendas da TNA" e declarando-se como o primeiro campeão. Ele anunciou a todos os lutadores que o campeonato era seu e que o defenderia quando bem entendesse; isto significava que o campeonato ainda não havia sido oficializado pela TNA, na história. Em 15 de março de 2009, durante o evento Destination X, A.J. Styles derrotou Booker T e ganhou o título. Quatro dias depois, no Impact!, o diretor de gestão da TNA na altura, Jim Cornette, anunciou que o Campeonato das Lendas passaria a ser um título oficial da empresa.
Em 29 de outubro de 2009, durante o episódio do Impact!, o até então campeão Eric Young renomeou o cinturão para "Campeonato Global da TNA", já que durante seu reinado declarou que não defenderia o título contra um lutador americano, nem sob solo estadunidense. Young perdeu Campeonato Global da TNA para o lutador galês Rob Terry em Cardiff, País de Gales, durante um evento ao vivo em 27 de janeiro de 2010. Terry perdeu o cinturão para A.J. Styles no Impact! de 22 de julho do mesmo ano. Na semana seguinte a conquista, Styles renomearia novamente o título, desta vez para "Campeonato Televisivo da TNA".
Em 19 de abril de 2012, no episódio do programa semanal agora chamado de Impact Wrestling, o gerente geral da TNA, Hulk Hogan, ordenou que o Campeonato Televisivo fosse defendido todas as semanas no programa; porém, as defesas semanais duraram somente até 21 de junho de 2012.
Em 3 de julho de 2014, o diretor executivo da TNA, Kurt Angle, declarou que o Campeonato Televisivo a partir desta data estava inativo, devido a falta de defesas do título por parte do então campeão Abyss. Todavia, em 28 de junho de 2015, a TNA anunciou que no Slammiversary XIII (ocorrido naquele dia) o título seria reativado como o nome de "Campeonato King of the Mountain da TNA", e que o novo campeão seria coroado numa homônima ao cinturão. Jeff Jarrett se sagrou vencedor e conquistou o título pela primeira vez.
Em 13 de agosto de 2016 o título foi aposentado novamente em favor da criação do Impact Grand Championship. 

## Reinados
O campeão inaugural foi Booker T, que atribuiu o até então "Campeonato das Lendas da TNA" a si mesmo em 23 de outubro de 2008 durante um episódio do Impact!. Com 396 dias, o segundo reinado de Abyss é considerado o maior da história do título; já os reinados de PJ Black e Lashley possuem o recorde de reinados mais curtos da história do campeonato, com um dia apenas. Eric Young detém o recorde de maior número de reinados, conquistando o campeonato em três ocasiões. Styles e Young são os únicos campeões que ganharam este título sob três dos seus quatro nomes.
No geral, houve vinte e cinco reinados distribuídos entre dezenove lutadores diferentes, tendo ficado vago por três ocasiões e desativado por duas vezes.